# Heteragrion palmichale
Heteragrion palmichale – gatunek ważki z rodziny Heteragrionidae. Występuje endemicznie w Wenezueli.